# وورهیز (آیووا)
وورهیز (به انگلیسی: Voorhies) یک منطقهٔ مسکونی در ایالات متحده آمریکا است که در آیووا قرار دارد. وورهیز ۳۰۵٫۱۱ متر بالاتر از سطح دریا واقع شده‌است.